# Ernest d'Hervilly
 (octobre 2023).
Pour les articles homonymes, voir Hervilly (homonymie).
Ernest d'Hervilly, né le 26 mai 1839 à Batignolles-Monceau et mort le 18 novembre 1911 à Champigny-sur-Marne, est un journaliste, écrivain, poète et dramaturge français.
Auteur de 14 pièces, jouées tant à l’Odéon qu’à la Comédie-Française, d’environ 120 albums pour la jeunesse, de romans et de livres d'histoire quatre fois couronnés par l'Académie française, « japonisant avant les japonistes », d'Hervilly a également pratiqué la rime et l’aquarelle.

## Biographie
Fils d'un conducteur de travaux des Ponts et chaussées et poète amateur, qui lui enseigne, enfant, la prosodie, la métrique, le métier du vers, d'Hervilly commence par travailler comme dessinateur pour la Compagnie des chemins de fer du Nord. Ensuite, il est piqueur pour le compte des Ponts et chaussées, comme dans le cadre des travaux urbains d'Haussmann à Paris, jusqu'en 1865.
Vers 1861, il commence à écrire dans Le Figaro, mais aussi dans des journaux et des revues comme La Vie parisienne, Le Nain jaune, La Lune, Les Nouvelles, L'Artiste, L’Image, L’Éclipse, Diogène, Les Écoles de France, Le Grand journal, Paris-Caprice, La Revue des lettres et des arts, Le Masque, La Nouvelle Némésis, La Parodie, etc. Plusieurs de ces publications d’opposition républicaine utilisant la satire ou la critique politique plus ou moins voilée, elles sont souvent rapidement interdites par le pouvoir impérial, d'où l'utilisation par d'Hervilly de pseudonymes tels « L'Homme aux gros souliers », « Bleu-blanc-rouge » ou « Le Cousin Jacques », ou encore celui, collectif, de « Gil Blas ».

En 1868, il publie un premier recueil de poésies La Lanterne en vers de couleurs, allusion au journal républicain La Lanterne d'Henri Rochefort. Son style lui permet d’intégrer le groupe des Parnassiens. Plusieurs de ses textes figurent dans les deuxième (1871) et troisième (1876) volumes du Parnasse contemporain et aussi dans un autre ouvrage collectif Sonnets et eaux-fortes. Vers 1869, il intègre également la bande des Vilains Bonshommes qui regroupe essentiellement des artistes et des poètes. À ce titre, il figure sur le célèbre portrait de groupe Coin de table d'Henri Fantin-Latour, aux côtés, notamment, de Paul Verlaine, Arthur Rimbaud et Camille Pelletan. Il est parmi les cinq personnes assises, le deuxième à partir de la droite.

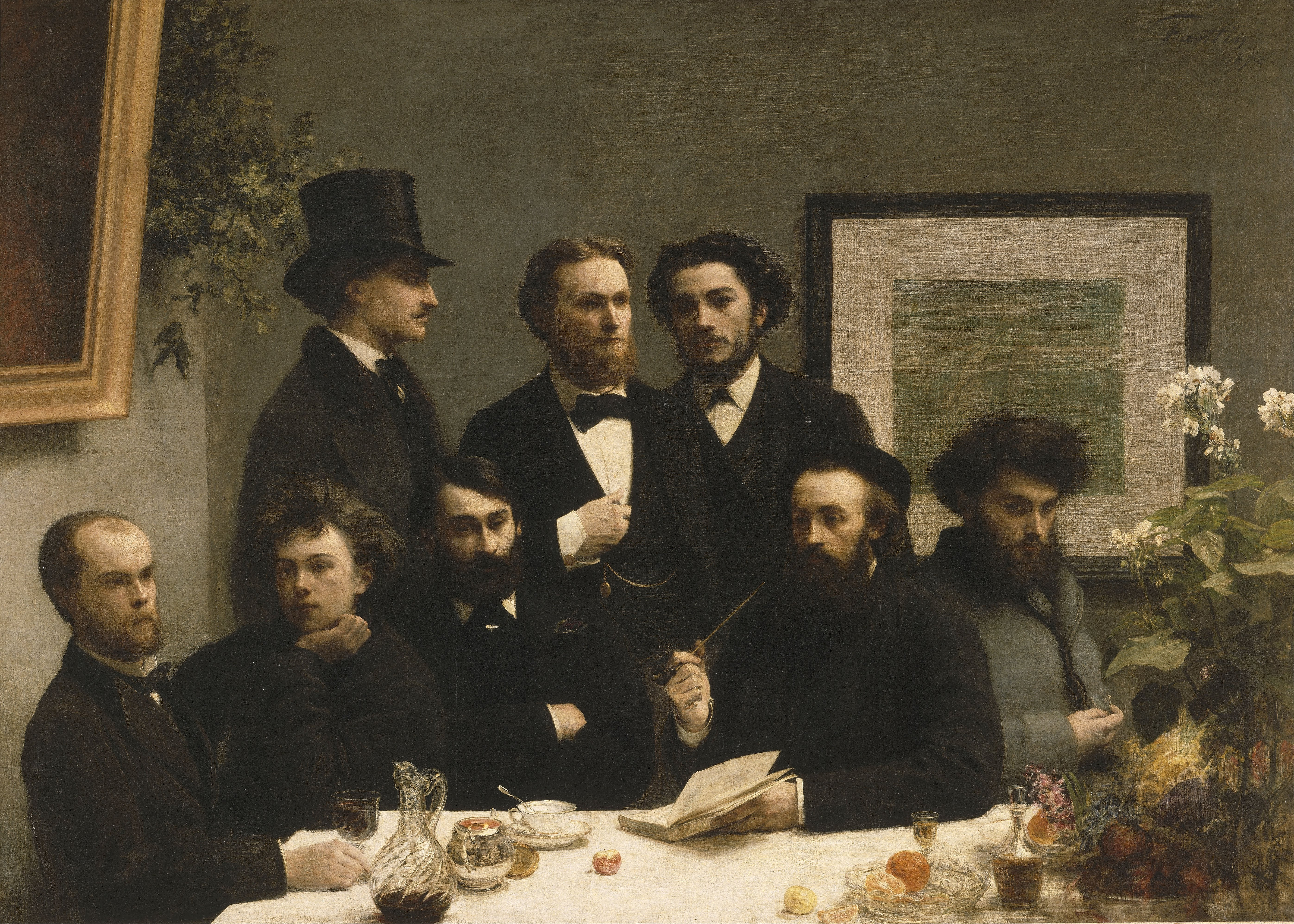
Un coin de table, 1872
Fantin-Latour, musée d'Orsay.

Il aura toutefois une altercation avec Rimbaud, en 1871, qui lui lance « Ferme ton con, d'Hervilly », relatée par Rodolphe Darzens, premier biographe de Rimbaud. En 1870, il fait la connaissance de Victor Hugo et devient un habitué de son cercle familial, ce qui explique en 1872 son entrée au journal Le Rappel où il tient pendant une dizaine d'années une rubrique sous le pseudonyme « Un Passant ». Dans les années qui suivent, il continue d'écrire pour plusieurs revues comme La Lune rousse, La Jeune France, La Renaissance artistique et littéraire, La République des lettres… auxquelles il fournit chroniques ou poèmes.
Après la publication par Émile Bergerat, dans le Figaro, sous le titre de la Petite Tristesse d’Olympio, un spirituel poème inrimé, sur des mots qu’il affirmait ne pas avoir de rimes, d’Hervilly a réagi, le lendemain, par une fantaisie dédiée à Ariel, « sur son dernier poème inrimé », dans lequel se trouvaient enchâssées toutes les rimes rares ou uniques aux mots que Bergerat avait déclarées être sans rimes.
Sans délaisser la presse, il s'oriente cependant de plus en plus vers l'écriture de romans, de tableaux de la vie parisienne et de récits ou contes, parfois picaresques ou d'anticipation, de plus en plus destinés à un public jeune. Il écrit également pour le théâtre, mais se spécialise dans les pièces courtes en un acte.
Ayant moins de succès au tournant du siècle, il cesse de publier et se retire dans sa maison de Champigny-sur-Marne, au 19 rue de Brétigny. Veuf de Cécile Scott depuis octobre 1895, il y meurt entouré de sa fille Georgette (1878-1927).

## Principales publications
Poésie
- La Lanterne en vers de couleur, 1868 (lire en ligne sur Gallica).
- Les Baisers, 1872 (lire en ligne sur Gallica).
- Le Harem, 1874 (lire en ligne sur Gallica).
- Calendrier parisien, 1886.

Romans, récits et chroniques
- Le Manuel du gêneur : ou l’Art d’être désagréable en société, 1871.
- Joseph Affagard, 1873.
- Contes pour les grandes personnes, 1874.
- Mesdames les Parisiennes, 1875.
- Histoires divertissantes, 1876 (lire en ligne sur Gallica).
- D’Hervilly-Caprices, 1877.
- Histoires de mariages, 1879.
- Les Armes de la femme, 1880.
- Parisienneries, 1882.
- La Dame d’Entremont, récit du temps de Charles IX, 1883.
- Le Grand Saint-Antoine-de-Padoue, 1883.
- Timbale d’histoires à la parisienne, 1883.
- La Vénus d’Anatole : monocoquelogue, Bruxelles, Henry Kistemaeckers, 1883.
- Les Historiettes de l’histoire, 1884.
- L’Homme jaune, histoires burlesques ou tendres, 1884.
- Les Parisiens bizarres, 1885.
- L’Âge d’or de l’enfance, histoires morales et amusantes, 1886.
- Les Bêtes à Paris, 1886.
- Le Chat du « Neptune », 1886 (lire en ligne sur Gallica).
- La Statue de chair, 1887 (lire en ligne sur Gallica).
- Aventures d’un petit garçon préhistorique en France, 1888.
- Les Heures enfantines, 1888.
- Héros légendaires, leur véritable histoire, 1889.
- Trop grande, 1890.
- La Vision de l’écolier puni, 1890.
- Les Contes de la fée Carabosse, 1890.
- Aventures du Prince Frangipane, 1890.
- Les Historiettes de l’histoire, 1890.
- L’Île des Parapluies, aventures du gâte-sauce Talmouse, 1891.
- En bouteille à travers l’Atlantique, de Key-West (Floride) au cap Nord (Norvège) par le Gulf-Stream, 1894.
- Tristapatte, tristesses et joies d’un petit écolier, 1895.
- Les Chasseurs d’édredons, voyages et singulières aventures de M. Barnabé (de Versailles), 1896 (lire en ligne sur Gallica).
- À Cocagne ! : Les aventures de MM. Gabriel et Fricotin, 1896.
- Au bout du monde ! Les vacances de M. Talmouse  (ill. Stanislaw Rejchan, Felician Myrbach et Édouard François Zier), 1898.
- Seule à treize ans, 1899.
- Ma cousine Gazon, histoire racontée par une jeune-fille, 1903.

Théâtre
- Le Loup, 1869.
- La Ronde de nuit, comédie en 1 acte, Paris, Théâtre de La Tour d’Auvergne, 9 août 1873.
- Le Malade réel, à-propos en 1 acte, en vers, Paris, Théâtre de l’Odéon, 15 janvier 1874.
- « La Soupière : comédie en un acte en prose, représentée pour la première fois sur le théâtre de Chartres, le 11 novembre 1874 », dans Ernest Legouvé, Théâtre de campagne : première série, Paris, Paul Ollendorff, 1893 (OCLC 863661897), p. 127.
- Le Docteur sans pareil, comédie en 1 acte, en vers, Paris, Théâtre de l’Odéon, 15 janvier 1875.
- Silence dans les rangs ! comédie en 1 acte, Bruxelles, Cercle artistique et littéraire, 19 mars 1875.
- La Belle Saïnara  (comédie japonaise en 1 acte en vers, Paris, Théâtre de l’Odéon, novembre 1876) (lire en ligne sur Gallica).
- Le Magister, comédie en 1 acte, en vers, Paris, Comédie-Française, 15 janvier 1877.
- Le Bibelot, comédie en 1 acte, Paris, Théâtre du Palais-Royal, 13 avril 1877.
- Le Bonhomme Misère, légende en 3 tableaux, en vers, avec Alfred Grévin, Paris, Théâtre de l’Odéon, 11 décembre 1877.
- La Fontaine des Béni-Menad, comédie mauresque en 1 acte, en vers, Paris, Théâtre de l’Odéon, 21 septembre 1878.
- Le Parapluie, comédie en 1 acte, Paris, Théâtre de l’Odéon, 13 avril 1880.
- Poquelin père et fils, comédie en 1 acte, en vers, Paris, Théâtre de l’Odéon, 15 janvier 1881.
- L’Enveloppe, comédie en 1 acte, 1884.
- La Dame de Louvain, comédie en 1 acte, 1885.
- L’Île aux corneilles, comédie en 1 acte, en vers, Paris, Théâtre de l’Odéon, 4 février 1885.
- Bigoudis, comédie en 1 acte, Paris, Gymnase-Dramatique, 29 mars 1885.
- Mal aux cheveux, comédie en 1 acte, Paris, Théâtre du Palais-Royal, 10 novembre 1885.
- La Soupière, comédie en 1 acte, 1885.
- Vent d’Ouest, comédie en 1 acte, 1885.
- Molière en prison, comédie en 1 acte, en vers, suivie de Au prisonnier du Châtelet, stances, Paris, Comédie-Française, 15 janvier 1886.
- Cinq anniversaires de Molière : 1874, 1875, 1877, 1881, 1886, comédies en vers, 1887 (lire en ligne sur Gallica).
- Marions ma tante, comédie en 1 acte, Paris, Gymnase-Dramatique, 18 avril 1887.
- Midas, comédie en 1 acte, en vers, Paris, Théâtre de l’Odéon, 8 octobre 1892.
- Taï-Tsoung, opéra en 5 actes et 7 tableaux, paroles Ernest d’Hervilly, musique Émile Guimet, 1894.
- L’Hommage de Flipote, à-propos en vers, Paris, Comédie-Française, 15 janvier 1896.
- Notre ami Drolichon, comédie en un acte, en vers, Paris, Comédie-Française, 21 décembre 1897, (lire en ligne sur Gallica).

## Distinctions
- Chevalier de la Légion d'Honneur au titre du ministère de l'Instruction publique (décret du 22 juillet 1902). Parrain : Jules Claretie, de l'Académie française[9].
- Prix Maillé-Latour-Landry 1884 de l’Académie française pour ses Comédies en vers.
- Prix Lambert 1886 de l’Académie française
- Prix Montyon 1888 de l’Académie française pour Aventures d’un petit garçon préhistorique en France.
- Prix Monbinne 1897 de l’Académie française

## Iconographie
- Portrait photographique en buste par Charles Gallot (1838-1919)[10].